# スーパーセンターオークワ南紀店
スーパーセンターオークワ南紀店（スーパーセンターオークワなんき店）は、和歌山県新宮市佐野にある、オークワが運営するショッピングセンター及びその核店舗となるスーパーセンター。

## 概要
アメリカ式の複数のロードサイド店舗で駐車場を囲む形式が特徴。核となるスーパーセンターオークワは西日本で2店舗目となるセルフレジを設置し、また会計もスーパーセンターの特徴の一つである集約レジを導入している。
当地はかつて、巴川製紙所新宮工場が稼働していた場所である。製紙工場が撤退した12万平方メートルあまりの広大な敷地に、約2000台の駐車場スペースと平屋建ての店舗を配置する大規模なスケールのショッピングセンターが出現した。近隣の商圏である新宮市の中心部からは約7km離れているが、広大な駐車場を配置していることからも、当初から自動車によるアクセスを見込んだ国道42号のロードサイド店舗として開発されたことがうかがえる。
なお新宮市の中心部にあった「オークワペアシティ新宮」は当店舗の開業後に規模を縮小・減築し、「オークワ新宮仲之町店」に格下げとなった。他にも、南紀店と同じ佐野地区にあったオークワ新宮佐野店に関しても、2001年（平成13年）末に開店して3年程度と日が浅かったにもかかわらず、当地に移転・スクラップアンドビルドする形で閉店となった。

### 沿革
- 2005年（平成17年）
  - 3月3日・3月4日 - プレオープン
  - 3月5日 - グランドオープン

## テナント
オープンモール形式のショッピングセンターとなっており、敷地の北西部にスーパーセンターオークワの建物があり、その周辺に専門店の建物が立ち並んでいる。
スーパーセンターオークワの建物は西側に直営売場があり、東側にフードコートなどの小型な専門店が並んでいる。
2023年6月9日に「無印良品 スーパーセンターオークワ南紀」が開店している。